# Berg (Rudelzhausen)
Berg ist ein Gemeindeteil der Gemeinde Rudelzhausen im Landkreis Freising (Oberbayern). Das Dorf liegt in der Hallertau, dem wichtigsten Hopfenanbaugebiet Deutschlands, und zählt 59 Einwohner.

## Geschichte
Der Ort gehörte zum Rentamt Landshut und zum Landgericht Moosburg des Kurfürstentums Bayern. Im Zuge der Verwaltungsreformen in Bayern entstand mit dem Gemeindeedikt von 1818 die Gemeinde Berg. Am 1. Juli 1972 wurden die bis dahin selbstständigen Gemeinden Grünberg und Teile der Gemeinde Berg in die Gemeinde Enzelhausen eingegliedert. Enzelhausen, Tegernbach und Teile der aufgelösten Gemeinde Grafendorf wurden schließlich am 1. Mai 1978 zur neuen Gemeinde Rudelzhausen zusammengefasst.

## Wirtschaft und Infrastruktur
Der typische ländliche Charakter zeigt sich vor allem durch die zahlreichen umliegenden Hopfengärten im tertiären Hügelland. 
Bis zu deren Einstellung hatte Berg einen Haltepunkt an der Hallertauer Lokalbahn von Wolnzach Bahnhof nach Mainburg.